# ベルシー橋
ベルシー橋（仏 : Pont de Bercy）は、フランスのパリ、セーヌ川に架かる橋である。
12区のベルシー大通りと13区のヴァンサン・オリオール通りを結んでいる。さらにメトロ6号線が走っている。
ベルシー橋は以前あった橋を取り替える形で建設された。以前の橋は吊り橋で1832年に完成した。有料で、通行料は歩行者は1スー、2輪馬車は3スー、2頭立ての4輪馬車は5スーだった。この金額には馬車の乗客の料金も含まれていた。この橋が強度不足だとわかったので1863年から1864年にかけて現在の石造の橋が架けられた。
1904年にはメトロの6号線を通すために5.5m拡げられた。1986年になって車道を3車線追加するためにさらに拡張し、1992年に開通した。この工事ではメトロの高架橋を中心に左右対称になるように鉄筋コンクリート製の橋を架け、全体で35mの幅になった。新しく作られた部分は装飾のため石で覆われている。

## 交通
- メトロ6号線 ケ・ド・ラ・ガール駅 (Quai de la Gare) 下車

## 隣の橋
（上流）トルビアック橋―シモーヌ・ド・ボーヴォワール橋―ベルシー橋―シャルル・ド・ゴール橋―オステルリッツ高架橋（下流）